# Östanmor
Östanmor är en by i Leksands kommun i Dalarna, nära sjön Sisstjärnen. Den ligger omkring en mil sydväst om Leksands kyrka.
Östanmor är en av fyra byar i Skeberg. 